# Lieb Vaterland
Lieb Vaterland ist ein gesellschaftskritischer Titel des Sängers Udo Jürgens aus dem Jahr 1971, in dem das patriotische Lied Die Wacht am Rhein in Text und Melodie zitiert wird. Textautor ist Eckart Hachfeld, die Melodie komponierte Jürgens. Das Stück löste eine Kontroverse aus, die in der Geschichte des Schlagers in der Bundesrepublik Deutschland als einmalig angesehen wird.

## Veröffentlichung
Lieb Vaterland erschien am 15. März 1971 als Single bei Ariola; die B-Seite war Die Leute. Das Lied war ab dem 29. März zwölf Wochen in der deutschen Singlehitparade und erreichte mit Rang 17 seine höchste Platzierung. Die Single wurde zum 20. Charthit für Jürgens in Deutschland; in Österreich und in der Schweiz kam sie nicht in die Hitparade.
Im Jahr 1998 produzierte Udo Jürgens den Titel – mit geändertem Text; siehe Tabelle – neu auf CD, zusammen mit den Titeln Sag mir wie und Nur ein Lächeln.

## Text
Bei politischen Liedern wie Lieb Vaterland arbeitete Udo Jürgens mit dem Satiriker Eckart Hachfeld als Textdichter zusammen, der auch Stammautor für das Düsseldorfer Kom(m)ödchen war.
Titel und erste Zeile des Stücks lassen kaum einen Zweifel daran, dass mit „Vaterland“ auf Deutschland angespielt wird:

„Lieb Vaterland

Du hast nach bösen Stunden

Aus dunkler Tiefe einen Weg gefunden“

Ein „ich liebe dich“ – gerichtet an das „Vaterland“ – beschränkt der Text bereits schnell wieder auf „ich hab dich gern“. In ursprünglich sechs vierzeiligen Strophen, die jeweils paarweise zusammengefasst sind, wird jeweils begründet, warum es dem lyrischen Ich nicht möglich ist, das Vaterland „aus heißem Herzen zu lieben“, ihm zu danken oder es zu preisen.
In einer Reihe von Beispielen wird der Gegensatz zwischen den „Großen“, „Auserwählten“ auf der einen Seite und den „Schwachen“, „Alten“ und „Kleinen“ auf der anderen Seite vermittelt, wobei „die da oben“ durch „Versicherungspaläste“, Aufsichtsräte, Kasernen und Konzerne vertreten sind, kontrastiert durch fehlende Schulen und Krankenhäuser sowie Arbeitslosigkeit bei Älteren.
Spätestens der Refrain greift mit der vollständigen Liedzeile Lieb Vaterland, magst ruhig sein und der bekannten Melodie auf Die Wacht am Rhein zurück:

„Lieb Vaterland, magst ruhig sein,
doch schlafe nicht auf deinen Lorbeeren ein.
Die Jugend wartet auf deine Hand,
lieb Vaterland!“

Zwischen der Originalversion von 1971 und der Neuproduktion von 1998 gibt es eine Reihe von Abweichungen in den einzelnen Strophen; darüber hinaus ist die 1998er Version um eine Strophe kürzer, so dass die fünfte Strophe für sich allein steht.
Die 1998 gestrichene sechste Strophe bezieht sich recht deutlich auf die 1968er-Bewegung bzw. die bürgerliche Ablehnung der so genannten „Gammler“:

„Die alten Bärte rauschen wieder mächtig,

Doch junge Bärte sind dir höchst verdächtig.

Das alte Gestern wird mit Macht beschworen,

Das neue Morgen, deine Jugend, geht verloren.“

Weitere Abweichungen von der 1971er Version beziehen sich auf kleine Details, die wesentlichen Unterschiede sind die folgenden:
| Original 1971 | Version 1998 |
| --- | --- |
| 2. Strophe Die Freiheit, die du allen gleich verhießen, die dürfen Auserwählte nur genießen                                           | 2. Strophe Den Platz am Licht, den allen du verhießen, den dürfen Auserwählte nur genießen                                                |
| Refrain: Lieb’ Vaterland, magst ruhig sein, Die Großen zäunen Wald und Ufer ein, Und Kinder spielen am Straßenrand, Lieb’ Vaterland!  | Refrain: Lieb Vaterland, magst ruhig sein, doch schlafe nicht auf deinen Lorbeeren ein. Die Jugend wartet auf deine Hand, lieb Vaterland! |
| 3. Strophe Und für Kasernen, für die teure Wehr?                                                                                      | 3. Strophe Atomkraftwerke, für die teure Wehr                                                                                             |
| 4. Strophe Doch unsere Spielkasinos scheinen sich zu lohnen.                                                                          | 4. Strophe doch das Geschäft mit Schwarzgeld scheint zu lohnen.                                                                           |
| Refrain: Lieb’ Vaterland, magst ruhig sein, Die Großen zäunen ihren Wohlstand ein. Die Armen warten mit leerer Hand, Lieb’ Vaterland! | Refrain: Lieb Vaterland, magst ruhig sein, die Großen sperren ihre Herzen ein. Die Kleinen stehen wieder mal am Rand, lieb Vaterland!     |

Versmaß und Reimschema der einzelnen vierzeiligen Strophen folgen überwiegend einem fünfhebigen Jambus mit einfachen [aa-bb]-Reimen.

## Musik
Lieb Vaterland wird durch ein Orchester begleitet, das in der Originalversion von Alain Goraguer und Johnny Harris arrangiert und dirigiert wurde. Es ist mit moderaten 90 bpm im Viervierteltakt gesetzt, die Grundmelodie des Refrains – von der nur die erste Zeile mit der Melodie der Wacht am Rhein übereinstimmt – hat die Tonart F-Dur.
Ein melodiöses, flötenartiges, von Bass und Piano begleitetes Intro führt zur ersten Strophe hin. Mit dem ruhigen Leadgesang setzt auch die sanfte Percussion ein, hinzu kommt eine im Vergleich zu Udo Jürgens’ Stimme deutlich tonhöher angesetzte Hintergrundmelodie, die wie ein Background-Chor mit eigenem Motiv wirkt. In den zwei Strophen des Mittelteils übernehmen Streicher die Hintergrundmelodie.
Ein halber Takt kräftiger Streicher akzentuiert jeweils den Übergang zwischen den Doppelstrophen; die zweite, vierte und sechste Strophe setzen dadurch sowie durch zunehmende Tonstärke des Leadgesangs etwas nachdrücklicher ein.
Der Übergang zum Refrain wird in den letzten Takten der jeweils zweiten Strophe durch militärisch wirkende Trommelwirbel eingeleitet und durch ein Glockenspiel begleitet. Die traditionelle Melodie des Refrains wird – anders als in den einzelnen Strophen – mit demselben Motiv im Hintergrund gestützt.
Zum Schluss des Stücks wird der Refrain einmal wiederholt, wobei er in der Wiederholung von stakkatoartigen Streichern, Glockenspiel und Chorgesang unterstützt und damit die militärische Anmutung verstärkt wird. Zum Schluss setzt jedoch wieder die chorartige Hintergrundmelodie ein, die schließlich auch wieder den ausklingenden Teil übernimmt.

## Kontext und Rezeption
1971 war Udo Jürgens ein international etablierter Schlagersänger – bis dato allerdings mit eher schlagertypischen Liedern wie seinem Eurovisions-Erfolg Merci, Chérie sowie Immer wieder geht die Sonne auf oder Es wird Nacht, Señorita. Sein PR-Manager Hans R. Beierlein erklärte, dass man sich Jahre zuvor nicht an so einen Titel gewagt hätte, man es sich angesichts der Beliebtheit des Sängers nun jedoch erlauben könne.
Beierlein hatte bereits vor der Veröffentlichung von Lieb Vaterland Presse und Medienschaffende aufgefordert, zum Text Stellung zu beziehen, und gab in seinem Anschreiben sogar die konkrete kritische Fragestellung vor: „Hat ein Nutznießer der kapitalistischen Leistungsgesellschaft überhaupt das Recht, Kritik an dieser Gesellschaft zu üben?“ Beierlein war recht offen in seinen kommerziellen Interessen, gleichzeitig präsentierte er den Titel voller Überzeugung als notwendigen Tabubruch für das Schlagergenre.
Die Werbestrategie ging auf: Noch vor Erscheinen war der Text Thema in Leitartikeln. Für Die Zeit schrieb Manfred Sack im Februar 1971 den Kommentar Udo, der Patriot und arbeitete anhand des Textes heraus, dass es Jürgens und Beierlein kaum um neugewonnene Überzeugungen ginge, sondern um „politische Meinung nicht als Meinung, sondern als Ware“. Inhaltlich bewege man sich auf ausgetretenen Pfaden. Matthias Walden bemängelte den Text als klischeehaft, und seine Sprachmuster („Versicherungspaläste“, Schulen statt Kasernen) als überholt und vereinfachend.
Der konservative Publizist und APO-Kritiker Hans Habe empfahl, man müsse die „Rebellen aus Überzeugung“ von Opportunisten unterscheiden – also „Rebellen mit und ohne Public Relations.“ Axel Eggebrecht, eher der linken Publizistik zuzuordnen, fand den Text hingegen „überraschend aggressiv“ und fühlte sich an Protestsongs aus dem engagierten linken Spektrum erinnert.
Die ARD setzte eine Sondersendung an, in der Walther Schmieding und Gerd Ruge den Textautor Eckart Hachfeld und Udo Jürgens „ins Kreuzverhör“ nahmen. In der DDR thematisierte Karl-Eduard von Schnitzler in seinem  Schwarzen Kanal das Stück; er kritisierte die Zeile „du hast nach bösen Stunden aus dunkler Tiefe einen Weg gefunden“, begrüßte jedoch die im Text ausgesprochenen „Teilwahrheiten“ über die „BRD“, die jedoch nicht „von der ganzen Wahrheit“ ablenken sollten. Er wies außerdem darauf hin, dass Udo Jürgens auch schon Kanzler Kiesinger „Wahlkampfhilfe“ geleistet habe und „für den Starfighter und die Bundeswehr Reklame“ geflogen sei (vergleiche ).
Der damalige Stern-Redakteur Wolfgang Röhl urteilte noch 1999 über Udo Jürgens, er besäße einen „Instinkt für gesellschaftliche Unterströmungen,“ die er von seinen Textdichtern „in griffige Alltagspoeme gießen“ lasse. Das im „sozialliberalen Frühling“ entstandene Lied sei ein „süffig vertonter Besinnungsaufsatz“.
Der Hörfunkmoderator Christian Simon erinnerte sich 2016, dass Lieb Vaterland in vielen Radiostationen nicht gespielt worden sei.
Udo Jürgens hatte 1971 für sich in Anspruch genommen, auch als Wohlhabender ein soziales Gewissen haben zu dürfen; er erinnerte sich im Nachhinein:

„Das interessante war, dass man mich von allen Seiten für dieses Lied angefeindet hat, und das fand ich dann wieder gut. Der Beschuss kam eigentlich von allen Seiten, nur nicht von Seiten des Publikums.“

Liesbeth Bischof bilanzierte in ihrer Biografie von 2015:

„[Udo Jürgens] vergraulte damit seine konservative Anhängerschaft, ohne dafür von den linksintellektuellen Meinungsführern als einer der ihren akzeptiert zu werden.“

Inwieweit Udo Jürgens sich mit dem Titel als Interpret seriöser und gesellschaftskritischer Themen etablierte oder disqualifizierte, bleibt offen – André Port le roi sah ihn 1989 in der „Attitüde des Protestsängers“ gescheitert. In dem Zusammenhang werden jedoch auch weitere gesellschaftlich relevante Titel wie Griechischer Wein (1974) oder auch Gehet hin und vermehret Euch (1988) genannt – letzteres als Kritik an der Haltung der katholischen Kirche zu Verhütung und ebenfalls hochumstritten.